# Raffaella Petrini
Raffaella Petrini FSE (* 15. Januar 1969 in Rom) ist eine italienische Ordensfrau und Sozialwissenschaftlerin sowie seit 1. März 2025 als Präsidentin des Governatorats Regierungschefin der Vatikanstadt.

## Leben
Raffaella Petrini absolvierte ein Masterstudium in Organizational Behavior der Barney School of Business der University of Hartford im US-Bundesstaat Connecticut. Anschließend studierte sie Politikwissenschaften mit Schwerpunkt Industrielle Arbeit an der römischen Wirtschaftsuniversität LUISS. An der Päpstlichen Dominikaner-Universität Heiliger Thomas von Aquin (Angelicum) in Rom absolvierte sie ab 2008 ein Lizentiatsstudium in Sozialwissenschaften, das sie 2011 mit einer Arbeit zum Thema „Der Beitrag der franziskanischen Hospizpflege zu einer Kultur der Solidarität“ abschloss. Anschließend setzte sie das Doktorandenprogramm fort, wo sie 2014 ihre Dissertation zum Thema „Gesundheit, Gerechtigkeit und Pflege am Lebensende“ verteidigte (Doktorvater Francesco Compagnoni OP).
2005 wurde sie Büroleiterin bei Kardinal Luis Antonio Tagle, dem Präfekten der Kongregation für die Evangelisierung der Völker („Missionskongregation“).
2007 legte sie ihre Ordensgelübde in der Ordensgemeinschaft der Kongregation der Franziskanerinnen von der Eucharistie in Meriden, Connecticut, ab und wurde 2017 Mitglied des Generalrates ihrer Ordensgemeinschaft. 2023 wurde sie erneut als Mitglied des Generalrates gewählt.
Von 2015 bis 2019 lehrte sie Katholische Soziallehre und Gesundheitssoziologie am Internationalen Institut für Gesundheitspastoraltheologie “Camillianum” der Päpstlichen Fakultät Teresianum in Rom. Seit 2019 hat sie die Professur für Wohlfahrtsökonomie und Wirtschaftssoziologie an der Fakultät für Sozialwissenschaften am Angelicum in Rom inne.
Am 4. November 2021 ernannte sie Papst Franziskus als Nachfolgerin von Kurienerzbischof Fernando Vérgez Alzaga zur Generalsekretärin des Governatorats und damit zur Vize-Regierungschefin der Vatikanstadt.
Papst Franziskus ernannte sie am 13. Juli 2022 zum Mitglied des Dikasteriums für die Bischöfe und am 28. Oktober 2022 zum Mitglied der Güterverwaltung des Apostolischen Stuhls.
Am 20. Januar 2025 gab Papst Franziskus bekannt, dass er sie im März zur Präsidentin der Päpstlichen Kommission und des Governatorats des Staates der Vatikanstadt ernennen möchte. Dies wurde kritisiert, da nach dem Grundgesetz des Staates der Vatikanstadt nur Kardinäle zu diesem Amt bestellt werden könnten. Die offizielle Ernennung erfolgte am 15. Februar 2025 und das neue Grundgesetz trat am 1. März 2025 in Kraft. Raffaella Petrini ist damit die erste Frau seit Lucrezia Borgia (1480–1519), welche die Regierungsgeschäfte des Vatikans führt.

## Schriften
- Health, equity and care through the end of life. Angelicum University Press, Rom 2015, ISBN 978-88-88660-68-4 (Dissertation).